# Gilson de Souza (cantor)
Gilson de Souza, pseudônimo de Adolfo Cirino de Souza (Marília, 12 de junho de 1944 – 12 de junho de 2022), foi um cantor e compositor brasileiro. Seus maiores sucessos foram "Orgulho de um sambista" e "Poxa" gravado por artistas como, Zeca Pagodinho e Jair Rodrigues. Além desses dois intérpretes, Gilson teve suas músicas gravadas por Elza Soares, Almir Guineto, Originais do Samba, Elymar Santos e outros.

## História

### Biografia
Fez sucesso em 1975 com a música Poxa, considerado um dos mais belos sambas da época, posteriormente regravado por Elymar Santos e ainda recentemente por Zeca Pagodinho. Não ficou conhecido apenas no Brasil, mas fez shows na Espanha, em Portugal, na França e no Japão. Gravou dois LPs e teve suas composições regravadas por intérpretes famosos. Também ganhou prêmios importantes, como o Troféu Imprensa de 1976, relativo a 1975. Foi conselheiro da SICAN, uma empresa que arrecada dinheiro para direitos autorais e empresário de uma jovem cantora chamada Daniele Cintra. Faleceu no dia de seu aniversário em 2022. 

## Discografia

### Singles
- Pôxa...
- Deixa pra Deus resolver
- Folia, carnaval e cinzas
- Carnaval não envelhece
- Orgulho de um sambista
- Sou da madrugada
- Me mate de amor
- Vou entrar na dança
- Cadê a mulata
- Nega
- Ainda menino